# 穴部駅
穴部駅（あなべえき）は、神奈川県小田原市穴部にある、伊豆箱根鉄道大雄山線の駅。駅番号はID05。

## 歴史
- 1925年（大正14年）10月15日：大雄山鉄道開業。ただし、線路は竣工したものの当駅の施設はまだ工事中であったため、この日の運輸営業からは除外されている[2]。
- 1926年（大正15年）3月31日：旅客運輸営業開始[3]。

## 駅構造

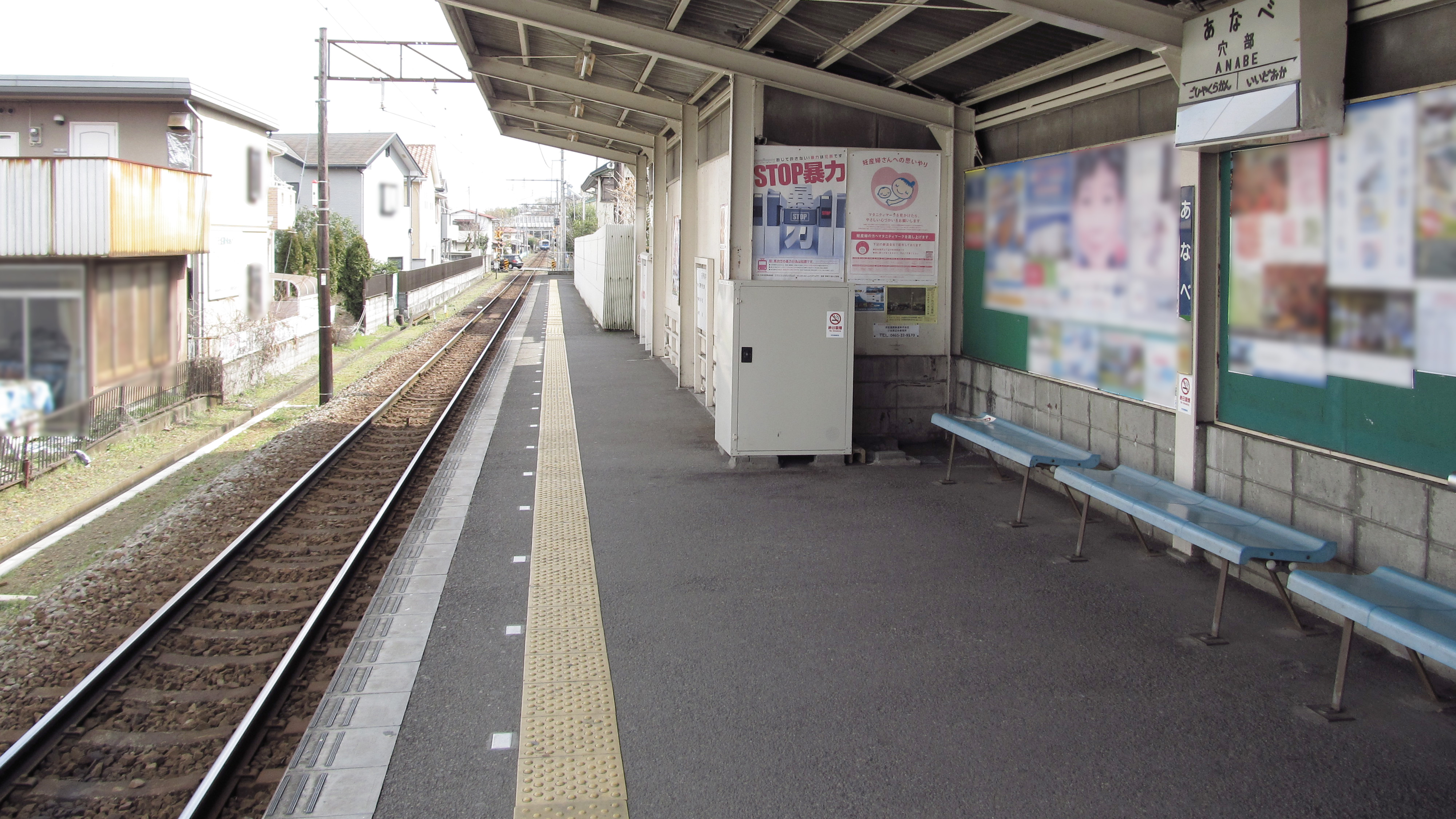
ホーム（2014年3月）

単式ホーム1面1線を有する地上駅。線路の南側にホームがあり、ホームの飯田岡方の端に設けられた階段が出入り口となっている。出入り口の付近に上屋と一体化した二階建ての駅舎が置かれており、無人駅だが、自動券売機と乗車票発行機が設置されている。駅の飯田岡方には穴部駅前踏切があり、駅の北側に出ることも可能である。

## 利用状況
各年度の1日平均乗車人員は下表の通り。
| 乗車人員推移       | 乗車人員推移     | 乗車人員推移 |
| 年度               | 1日平均 乗車人員 | 出典         |
| ------------------ | ---------------- | ------------ |
| 1998年（平成10年） | 842              | [ 5 ]        |
| 1999年（平成11年） | 853              | [ 6 ]        |
| 2000年（平成12年） | 853              | [ 7 ]        |
| 2001年（平成13年） | 829              | [ 7 ]        |
| 2002年（平成14年） | 807              | [ 8 ]        |
| 2003年（平成15年） | 792              | [ 9 ]        |
| 2004年（平成16年） | 785              | [ 10 ]       |
| 2005年（平成17年） | 757              | [ 11 ]       |
| 2006年（平成18年） | 737              | [ 12 ]       |
| 2007年（平成19年） | 723              | [ 13 ]       |
| 2008年（平成20年） | 720              | [ 14 ]       |
| 2009年（平成21年） | 705              | [ 15 ]       |
| 2010年（平成22年） | 679              | [ 16 ]       |
| 2011年（平成23年） | 677              | [ 17 ]       |
| 2012年（平成24年） | 687              | [ 18 ]       |
| 2013年（平成25年） | 724              | [ 19 ]       |
| 2014年（平成26年） | 698              | [ 20 ]       |
| 2015年（平成27年） | 684              | [ 21 ]       |
| 2016年（平成28年） | 690              | [ 22 ]       |
| 2017年（平成29年） | 671              | [ 23 ]       |
| 2018年（平成30年） | 685              | [ 24 ]       |
| 2019年（令和元年） | 684              | [ 25 ]       |

## 駅周辺
南側に県道74号が走り、北側を狩川が流れる。久野古墳群および姥神社が近い。
- 高齢者総合福祉施設 潤生園

かつては県道74号上に「穴部」停留所があり、箱根登山バスの路線が発着していたが2021年4月2日に廃止された。

## 隣の駅
伊豆箱根鉄道
 大雄山線
五百羅漢駅 (ID04) - 穴部駅 (ID05) - 飯田岡駅 (ID06)